# Rhagium fortecostatum
Rhagium fortecostatum là một loài bọ cánh cứng trong họ Cerambycidae.